# Andrzej Zawada (krytyk literacki)
Andrzej Zawada (ur. w 1948 w Wieluniu) – polski krytyk literacki, tłumacz (z fińskiego, angielskiego, szwedzkiego), eseista, edytor, wykładowca akademicki.

## Życiorys
Ukończył studia polonistyczne 1971 na Uniwersytecie Wrocławskim. Habilitował się w 1989. W 1998 uzyskał tytuł profesora nauk humanistycznych. Pracował na uniwersytetach: Åbo Akademi, Turun Yliopisto (Finlandia, 1978–1980), Rijksuniversiteit Groningen (Holandia 1993), w Czechach (Praga, Ołomuniec, Brno), Bułgarii (Sofia, Płowdiw, Weliko Tarnowo) i Niemczech (Lipsk). Był redaktorem naukowym serii Biblioteka Narodowa (1996–2005).
Dyrektor Instytutu Dziennikarstwa i Komunikacji Społecznej Uniwersytetu Wrocławskiego, znawca dwudziestolecia międzywojennego, Przewodniczący Jury Wrocławskiej Nagrody Poetyckiej „Silesius” (2016–2021), członek jury Nagrody Literackiej „Angelus”, Komisji Akademii Europejskiej w Fundacji Krzyżowa oraz Komitetu Nauk o Literaturze PAN. Przewodniczący Rady Programowej Radia Wrocław. Sekretarz komisji Nauk Filologicznych wrocławskiego Oddziału PAN. Należy do Stowarzyszenia Pisarzy Polskich, Pen Clubu oraz Association Internationale des Critiques Littéraires.
Wśród wypromowanych przez niego doktorów znaleźli się, m.in.: Krzysztof Polechoński (1998), Piotr Drobniak (1999), Robert Klementowski (2000), Bartosz Małczyński (2007).

## Ważniejsze publikacje
- Gra w ludowe (1983)
- Wszystko pokruszone (1985)
- Jarosław Iwaszkiewicz (1994)
- Dwudziestolecie literackie (1995)
- Bresław (1996)
- Miłosz (1996)
- Literackie półwiecze 1939–1989 (2001)
- Drugi Bresław (2014)

## Opracowania
- Jarosław Iwaszkiewicz, Opowiadania wybrane, BN I 303, (2001)

## Tłumaczenia
- Sirkka Turkka, Śnieg z deszczem, Kłodzko, Witryna Artystów, 1991[4]